# Skovlængestenen
Skovlængestenen er en runesten oprindeligt fundet i en stenbro mellem Skovlænge Præstegård og Gurreby i 1627. Stenen blev senere flyttet til selve præstegården og senere igen til Stiftsmuseet Maribo.

## Indskrift
| Translitteration | ᛂᛋᚴᛁᛚ ᛬ ᛋᛅᛏᛁ ᛬ ᛋᛁᚾᛅ ᛬ ᚦᛂᛋᛁ ᛬ ᛂᚠᛏᛁᛦ ᛬ ᚤᛋᛏᛁᚾ ᛬ ᛅᚢᚴ • ᚠᛚᛁᛦ • ᛒᚱᚢᚦᚢᚱ • ᛋᛁᚾ ᛬ ᛋᚢᚾ ᛬ ᚤᛋᛏᛁᛋ ᛬ ᛅᚦᛅᛚ ᛬ ᛘᛁᚴᛁ |
| Transskription   | Āstrāðr rēsþi stēn þessi æftiR Iūta, faður sinn, harða gōðan þegn                                  |
| Oversættelse     | Astrad rejste denne sten efter sin fader Jyde, en meget velbyrdig thegn                            |